# القلعة (أولاد العروصي)
القلعة هو دُوَّار يقع بجماعة اوطابوعبان، إقليم تاونات، جهة فاس مكناس في المملكة المغربية. ينتمي الدوّار لمشيخة أولاد العروصي التي تضم 11 دوار. يقدر عدد سكانه بـ 195 نسمة حسب الإحصاء الرسمي للسكان والسكنى لسنة 2004.

## روابط خارجية
- البوابة الوطنية للجماعات الترابية
- المندوبية السامية للتخطيط